# Che fine ha fatto Carmen Sandiego?
Che fine ha fatto Carmen Sandiego? è stata una trasmissione televisiva italiana per ragazzi andata in onda su Raidue dal 1993 al 1995, con la conduzione di Mauro Serio e Giorgia Trasselli e la partecipazione di Adolfo Margiotta, Stefano Sarcinelli, Monica Ferri e Francesco Scarmiglia, per la regia di Giancarlo Nicotra. Era l'edizione italiana del format statunitense Where in the World Is Carmen Sandiego?, ispirato a una serie di videogiochi su Carmen Sandiego pubblicati da Brøderbund.

## Il programma
Sono state prodotte due edizioni, la prima trasmessa dal 12 dicembre 1993 al 12 giugno 1994 e la seconda dal 2 ottobre 1994 al 2 aprile 1995. Le puntate, della durata di 30 minuti, andavano in onda su Raidue dagli studi di Napoli nella fascia mattutina domenicale, all'interno del contenitore Domenica Disney.
Il programma era un game show in cui tre giovani ragazzi investigavano la scomparsa della criminale Carmen Sandiego, in fuga per il mondo dopo aver rubato famosi monumenti, come il Colosseo, il Louvre o la torre di Pisa. I concorrenti cercavano di rintracciarla e catturarla interpretando degli indizi, ad esempio registrazioni telefoniche o animazioni in computer grafica, che richiedevano una buona conoscenza della geografia. Le domande venivano poste da Mauro Serio, che interagiva via computer con Giorgia Trasselli, capo dell'agenzia d'investigazione. Il vincitore, se riusciva a catturare Carmen Sandiego, otteneva un viaggio per due persone in una città europea, altrimenti, vinceva un premio di consolazione.

## Format
Il format era basato sul popolare programma statunitense Where in the World Is Carmen Sandiego?, vincitore di diversi Daytime Emmy Award e di un Peabody Award e prodotto in parte per colmare le lacune in geografia della popolazione statunitense emerse a seguito di un sondaggio della National Geographic Society. È stato uno dei primi format internazionali importati dalla Rai, ogni puntata aveva un costo di circa 70 milioni di lire.

## Accoglienza
La Repubblica ha definito la trasmissione un "lodevole sforzo ideativo e un concreto sforzo economico", citando il ruolo di divulgazione dei programmi d'intrattenimento per ragazzi.